# Pac-Man (альбом)
Pac-Man — мини-альбом Ричарда Д. Джеймса, который он выпустил в 1992 году под псевдонимом Power-Pill на FFRR Records.
Треки, представленные на EP, — это ремиксы на главную музыкальную тему аркадной игры Pac-Man.

## Список композиций
| №                   | Название                             | Длительность |
| ------------------- | ------------------------------------ | ------------ |
| 1.                  | «Pac-Man (Original Edit)»            | 3:32         |
| 2.                  | «Pac-Man (Ghost Mix)»                | 4:12         |
| 3.                  | «Pac-Man (Choci’s Hi-Score Mix)»     | 5:35         |
| 4.                  | «Pac-Man (Micky Finn's Yum Yum Mix)» | 5:04         |
| 5.                  | «Pac-Man (Original Full Version)»    | 4:04         |
| Общая длительность: | Общая длительность:                  | 22:09        |